# Forces navales spéciales de débarquement
Les Forces navales spéciales de débarquement (FNSD, bien que le terme anglais SNLF soit plus utilisé), (海軍特別陸戦隊 Kaigun Tokubetsu Rikusentai) étaient l'infanterie de marine de la Marine impériale japonaise, faisant partie des Forces terrestres impériales de la marine japonaise (Imperial Japanese Navy Land Forces). Cette unité de la marine japonaise à notamment participé à la seconde guerre sino-japonaise, aux conflits frontaliers soviéto-japonais, et à la guerre du Pacifique pendant la Seconde Guerre mondiale.

## Historique

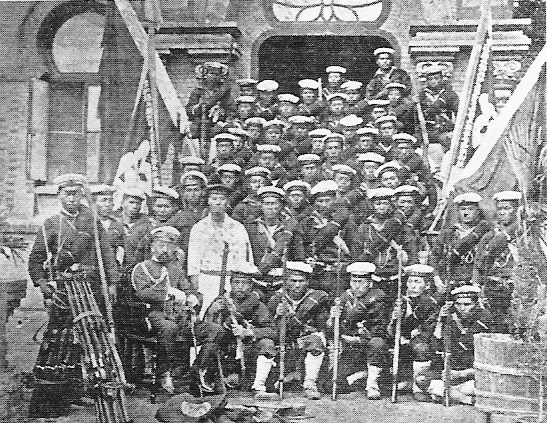
La force sert sous le commandement britannique Edward Seymour pendant la révolte des Boxers en 1900.

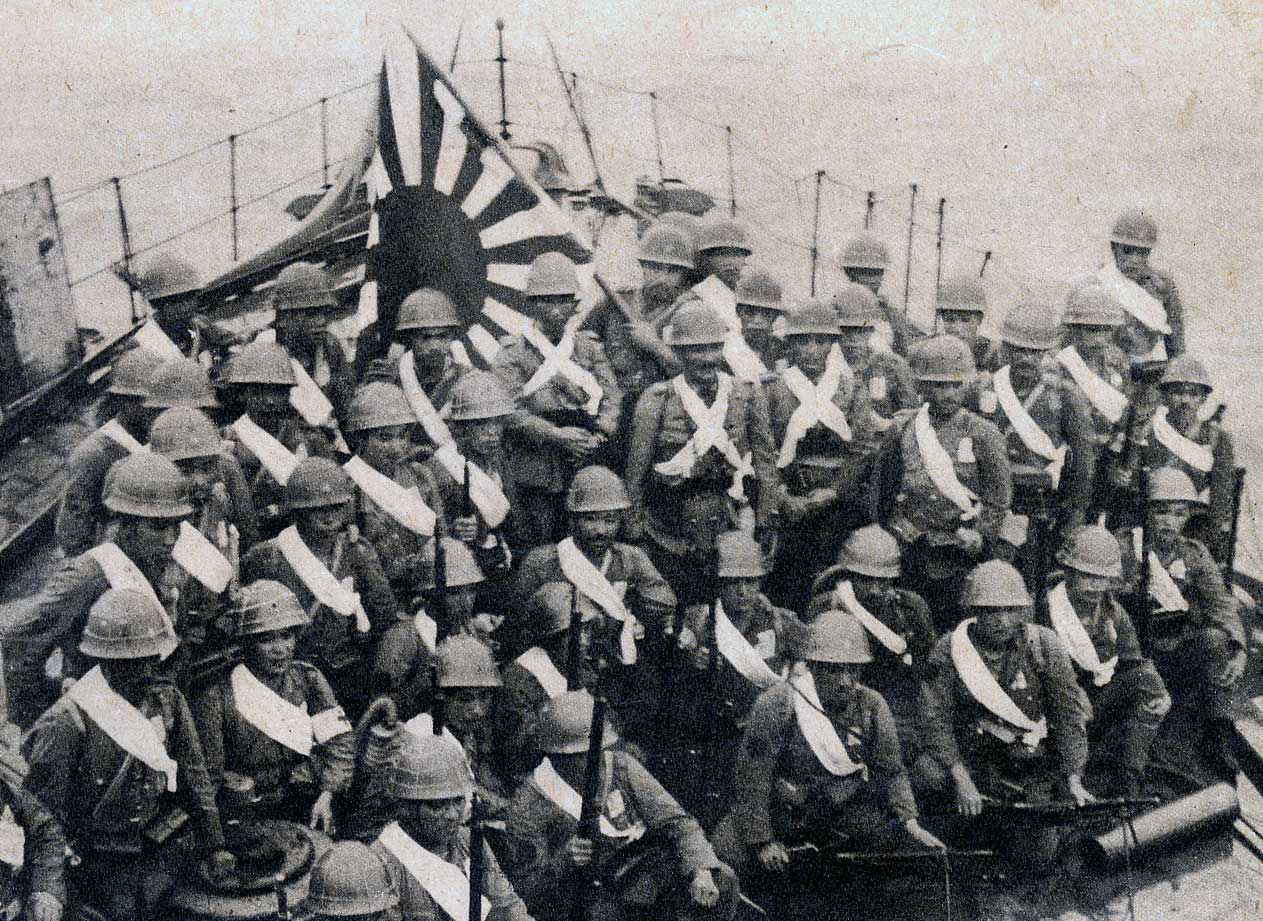
Troupes FNSD lors de l'attaque sur Anqing le 11 juin 1938.

Les premiers bataillons de ce type apparurent en 1928 après que la marine japonaise eut compris les limites des compagnies de débarquement tant pour les manœuvres à terre que pour le service à bord des navires. Ces unités d'assaut nouvellement créées prirent le nom de Kaigun Tokubetsu Rikusentai, et furent formées avec le personnel des navires de la marine impériale formé pour les débarquements amphibies.  
Quatre bataillons sont initialement mis sur pied portant comme noms les principales bases de la marine impériale à savoir Kure, Maizuru, Sasebo et Yokosuka. Ces bataillons sont engagés pour la première fois en Chine en 1932, notamment dans la région de Shanghai. Ils participeront à la bataille de Shanghai lors d'opérations navales le long de la côte chinoise et le long du fleuve Yangtze, ainsi que dans ses affluents pendant la seconde guerre sino-japonaise, jouant un rôle majeur dans l’expansion du régime Shōwa en Asie du Sud-Est.
À la fin des années trente, de nouveaux bataillons sont créés pour opérer en Chine (Hankow, Shanghai ou Canton). En 1940, le nombre de ces bataillons passe de six à dix, augmentant ensuite jusqu'à seize au 7 décembre 1941, cinq autres étant formés encore pendant la guerre, portant le nombre à 21 bataillons en 1945. Cependant, en 1941, les 1er, 2e et 3e bataillons de Yokosuka seront transformés en unités parachutistes, ces unités réalisant plus de sauts opérationnels que les parachutistes de l’armée pendant la Seconde Guerre mondiale.
Cette force, qui n'était pas considérée comme des unités d'élite, était composée de brigades de 1 200 à 2 000 hommes selon les sources. Mais en 1941, lorsque le déclenchement de la guerre est imminente, et pour des raisons géographiques évidentes, le Japon va procéder à une réorganisation tactique de cette force car il pressent que la guerre qui se profile sera une guerre faite d'assaut amphibies. 
L'augmentation des bataillons se fait au détriment des effectifs qui passe peu à peu de 1 200 à 650 hommes, ce qui réduit la puissance de feu et la capacité de combat des unités. Ces « nouvelles » unités comprennent deux compagnies de fusiliers et une ou deux de soutien, équipées d'armes lourdes (mortiers, mitrailleuses lourdes, canons antiaériens ou canons de campagne). À l’origine, ces bataillons étaient des unités d’infanterie plus capables d’assurer la défense de bases navales que pour mener des raids et des opérations amphibies. Peu à peu l’entrainement s’améliora, mais jamais ces bataillons ne furent capables de rivaliser avec leurs homologues étrangers.
Ils jouèrent un rôle modeste durant la phase de conquête puis une fois le Japon sur le retrait, ils servirent plus à la défense, les opérations offensives devenant rarissimes et jamais au-delà d’un but tactique ou local.
Ces unités ont été formées pour combattre indépendamment si nécessaire sans attendre aucune aide extérieure. Elles étaient entraînés à Formose et étaient aptes au combat dans la jungle, capables de survivre dans des environnements difficiles avec peu d'eau et juste un bol de riz par jour. L'esprit d'équipe y était très développé, et comme tous les soldats japonais, ils étaient prêts à se sacrifier au nom de l'empereur.
En 1945, la plupart de ces soldats ont été envoyés défendre les îles les plus proches du Japon au cours des derniers mois de la guerre, pour empêcher l'invasion de l'archipel japonais.

## Missions et opérations (1941-1942)
Les premiers succès de la Tokubetsu Rikusentai en 1941 et 1942 conduiront à la création de nouvelles unités pendant la guerre, mais la formation précipitée ne produiront pas les mêmes résultats espérés.

### FNSD de Kure[2]
- 15 novembre 1940: Formation de la 1re FNSD de Kure.
- 15 octobre 1940: Formation de la 2e FNSD de Kure.
- 8 décembre 1941: Installation à Formose à la base de la 3e flotte de 1 401 hommes de la 32e Bases des forces spéciales (1re FNSD).
- 12 décembre 1941: Assauts à Legazpi et Luçon, dans les Philippines. Lors de l’assaut sur Legazpi, 750 hommes débarquent sur les plages et 750 hommes sont largués par air. Apres les opérations de la construction d'une piste d'aérodrome, les unités retournent à Formose.
- 17 décembre 1941: Assaut sur Peleliu, dans les Palaos (2e FNSD).
- 20 décembre 1941: Assaut sur Davao et Mindanao, dans les Philippines (2e FNSD).
- 23 décembre 1941: Assaut de 245 hommes sur Jolo, dans les Philippines (2e FNSD).
- 30 janvier 1942: Assaut sur Ambon, dans les Indes orientales néerlandaises (1re FNSD).
- 1er octobre 1942: Assaut à Tarakan et Bornéo, dans les Indes orientales.

### FNSD de Maizuru[2]
- 8 décembre 1941:
  - La 1re FNSD de Maizuru composée de 746 hommes débarque sur Hainan, en Chine.
  - La 2e FNSD de Maizuru composée de 1 069 hommes arrive à Truk, en Micronésie. Un détachement est débarqué à Ruot, dans les îles Kwajalein.
- 22 décembre 1941: 1 069 soldats débarquent sur l'île de Wake. L'attaque sur l'île, réalisée avec 350 hommes du 2e FNSD de Maizuru et 310 hommes de la 6e Force de base, est repoussé par les défenseurs. Après des renforts et la mission accomplie, les troupes reviennent sur Truk.
- 22 janvier 1942: 500 hommes investissent Kavieng, la Nouvelle-Irlande et les îles Bismarck.
- 3 juillet 1942: Débarquement à Lae, en Nouvelle-Guinée.

### FNSD de Sasebo[2]
- 15 novembre 1940: Formation de la 1re FNSD de Sasebo.
- 15 octobre 1941: Formation de la 2e FNSD de Sasebo.
- Décembre 1941: Formation de la 3e FNSD de Sasebo au 3e district naval dans l'île de Hainan, en Chine.
- 8 décembre 1941:
  - Installation à Formose à la base de la 3e flotte de 1 401 hommes de la 32e Bases des forces spéciales (2e FNSD). Lors de l'invasion des Philippines, cette unité participe à plusieurs actions, en particulier sur l'île de Luçon. Une partie des troupes occupe l'île de Camiguin où la Marine décide d'installer une base d'hydravions, mais les conditions ne sont adaptés pour ce type de base.
  - Déplacement de la 8e FNSD de Sasebo composée de 746 hommes au 3e district naval dans l'île de Hainan, en Chine.
- 10 janvier 1942: Prise de Manado (Célèbes), dans les Indes néerlandaises (1re FNSD).
- 16 janvier 1942: Débarquement à Tarakan et Bornéo, dans les Indes néerlandaises (3e FNSD).
- 24 janvier 1942: Débarquement à Kendari (Célèbes), dans les Indes néerlandaises (1re FNSD).

### FNSD de Shanghai
- Garnison pour les 746 hommes du FNSD de Shanghai à Canton et Shanghai.

### FNSD de Yangtze
- 8 décembre 1941: Déménagement de la FNSD sur le fleuve Yangtze, devenant la FNSD de Yangtze de la 1re flotte.

### FNSD de Yokosuka[2]
- 20 septembre 1941: Création de la 1re FNSD de Yokosuka.
- 12 octobre 1941: 849 hommes s'emparent des îles Kamaguin et de Kœpang (Timor).
- 15 octobre 1941: Création de la 2e FNSD de Yokosuka.
- 20 novembre 1941: Création de la 3e FNSD de Yokosuka comme unité de parachutistes.
- 8 décembre 1941:
  - Transfert de 849 parachutistes affectés à la 21e flottille de la marine, 1re flotte chinoise sur le fleuve Yangtze.
  - Transfert de 746 hommes affectés à la flotte du Sud à Cam Ranh, en Indochine française. La 2e FNSD s'empare de la raffinerie pétrolière britannique Lutong (Bornéo) et débarque ensuite dans le port principal de Kuching (Bornéo).
  - Croisière en mer à bord du destroyer Tachikase (en) (3e FNSD).
- 11 janvier 1942: Assaut de parachutistes sur l'aéroport de Manado, dans les Célèbes.
- 16 janvier 1942: Opérations à Tarakan à Bornéo, aux Indes néerlandaises.

### Amatsukaze
En décembre 1941, un raid improvisé avec 30 hommes appuyés par une force navale débarquent à Davao pour libérer
29 civils japonais internés par les Philippins. Une autre unité effectua une opération similaire avec 60 hommes sur 2
cibles, libérant 435 civils japonais.

## Unités FNSD

### Unités d'Infanterie
- Base navale de Kure

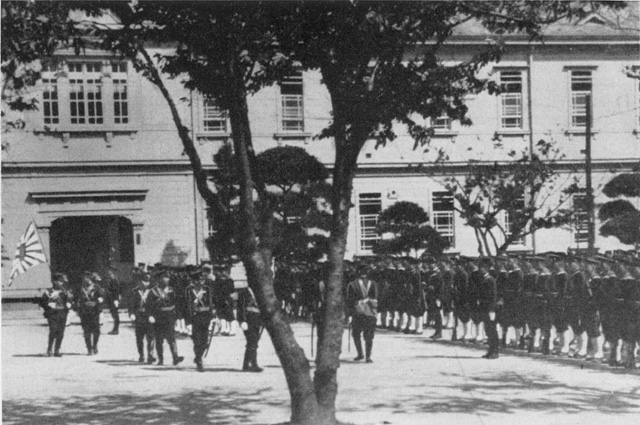
La 6e FNSD de Kure en formation à leur caserne au Japon avant leur déploiement pour la bataille de Midway, en juin 1942.

  - 1re FNSD de Kure - au district naval de Hainan, 3e flotte de Chine
  - 2e FNSD de Kure
  - 3e FNSD de Kure
  - 5e FNSD de Kure
  - 6e FNSD de Kure
  - 7e FNSD de Kure
- Base navale de Maizuru
  - 1re FNSD de Maizuru
  - 2e FNSD de Maizuru
  - 4e FNSD de Maizuru
  - 5e FNSD de Maizuru
- Base navale de Sasebo
  - 1re FNSD de Sasebo
  - 2e FNSD de Sasebo - sous la 32e Force de base spéciale, 3e flotte
  - 5e FNSD de Sasebo
  - 6e FNSD de Sasebo
  - 7e FNSD de Sasebo
  - 8e FNSD de Sasebo - base navale de Shanghai (opérant le long de la rivière Yangtze, en Chine)
  - SNLF combinées de Sasebo (1re et 2e FNSD combinées de Sasebo)
- Base navale de Yokosuka
  - 1re FNSD de Yokosuka (à l'origine une formation de parachutistes SNLF)
  - 2e FNSD de Yokosuka
  - 3e FNSD de Yokosuka (à l'origine une formation de parachutistes SNLF)
  - 4e FNSD de Yokosuka
  - 5e FNSD de Yokosuka
  - 6e FNSD de Yokosuka
  - 7e FNSD de Yokosuka

### Détachements de garde spéciaux
- FNSD Ryojun: garde navale spéciale détachée dans le port de Ryojun, Kwantung appartenait au district de garde de Ryojun.
- FNSD Shanghai (746 hommes): garde navale spéciale basée dans le port de Shanghai, appartenant à la flotte du théâtre chinois. Plus tard fusionnée avec la Force de base spéciale de Canton basée dans la région de Guangzhou.
- FNSD Yangtze: escadron spécial détaché le long de la région du fleuve Yangtze - 1re flotte chinoise.
- FNSD Hankow: garde navale spéciale basée dans les ports de Hankow et de Wuchang, appartenant à la division Middle River, intégrée à la flotte du fleuve Yangtze et à la 1re flotte chinoise.
- FNSD Canton: garde navale spéciale détachée dans le port de Guangzhou, Kwangtung appartenant à la Force de base spéciale de Canton.

### FNSD de parachutistes
- Base navale de Yokosuka
  - 1re FNSD de parachutistes de Yokosuka, dissoute après la fin des opérations dans les Célèbes.
  - 3e FNSD de parachutistes de Yokosuka, opérant au Timor. Plus tard transféré dans la 1re FNSD.

### Unités de chars et de blindés
- Compagnie de chars FNSD de Shanghai
- 5e régiment de chars Milne FNSD de Kure
- 7e unité de chars Tarawa FNSD de Sasebo
- 7e unité de blindés Kwajalein FNSD de Sasebo
- Unité de chars de marine de la 55e unité de garde, 1re FNSD de Yokosuka
- Détachement FNSD de blindés Itoh
- Détachement FNSD de blindés Makin de la 3e Force de base spéciale de la marine

### Unités FNSD de formation
- Centres d'entraînement d'infanterie des FNSD: situés dans les bases principales de Kure, Maizuru, Sasebo, Yokosuka le long des centres d'entraînement spéciaux de Ryojun et Dairen à Kantogun.
- École de parachutistes des FNSD: les recrues sont formées à la base d'entraînement des parachutistes de l'armée et de la marine dans la plaine de Kanto.
- École d'armement terrestre des FNSD: créée à l'école d'artillerie de l'AIJ de Tateyama, en face de Tokyo, dans la péninsule de Boso.
- École de blindés amphibies des FNSD: établie dans l'unité de blindés aquatique de l'AIJ à la base Q de Nasakejima en 1943. Les premières unités entraînées sont envoyées à Rabaul (Nouvelle-Guinée) et aux îles Marshall en octobre de la même année.

## Uniformes des FNSD
Les uniformes étaient vert olive avec des bandes molletières, les chaussures avaient une semelle en caoutchouc avec
renforts métalliques et les pantalons étaient des leggings classiques. Le casque japonais classique avec l'ancre marine
était un casque tropical plus léger que l'américain ou allemand, mais plus grand que le français. Il était recouvert par un filet de camouflage.
De manière générale, l’équipement était identique aux unités de l’armée avec le même armement, le même uniforme. La seule exception étant lors du service à bord des navires où ils portaient l’uniforme de la marine.

## Armes des FNSD

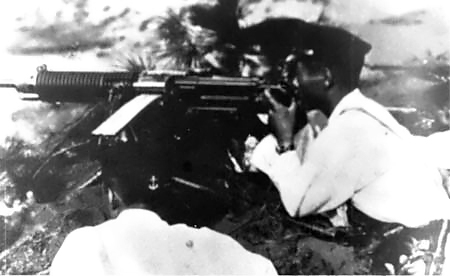
Troupes des FNSD s'entraînent avec une mitrailleuse lourde en 1942.

### Armes lourdes
- Canon régimentaire 75mm
- Canon de bataillon Type 92
- Canons navals de 76 mm (3 po) montés sur des chariots à roues
- Mortier d'infanterie Type 97 de 81 mm (en)
- Canon d'infanterie Type 11 de 37 mm
- Canon antichar Type 94 37 mm
- Canon antichar Type 1 37 mm
- Canon antichar Type 1 47 mm
- Mitrailleuse Hotchkiss de 13,2 mm modèle 1929 en montage double

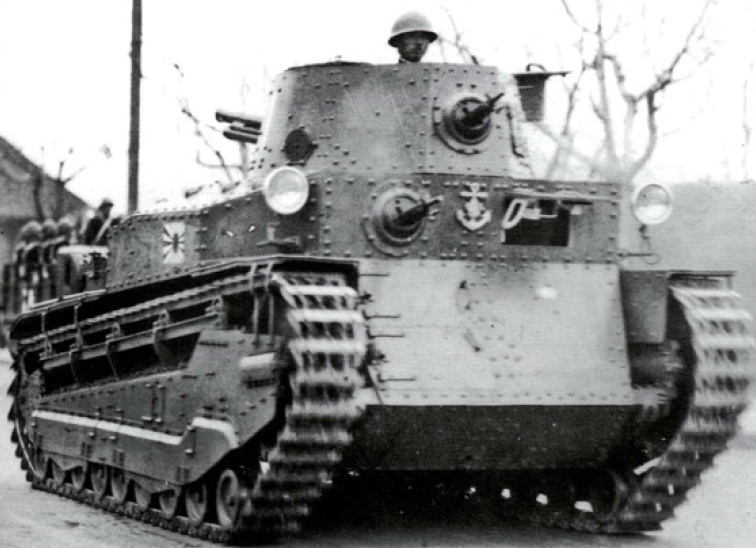
Char Type 89A I-Go des FNSD.

- Canon de 25 mm Type 96

### Blindés et chars

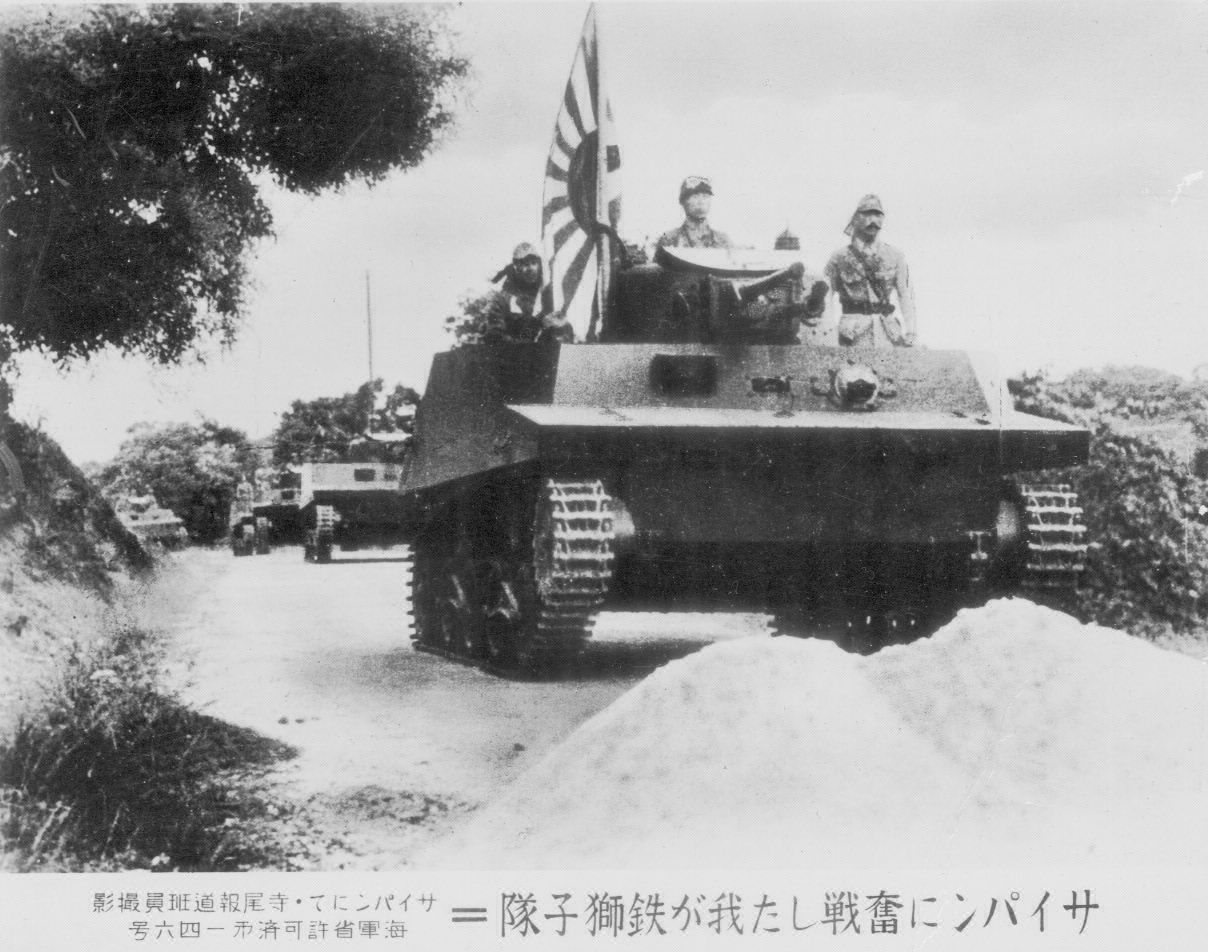
Chars Type 2 Ka-Mi de la 1re FNSD de Yokosuka à Saipan.

- Chenillette Carden-Loyd de Type 88
- Chenillette Type 92 Jyu-Sokosha
- Char moyen Type 89 Chi-Ro
- Char léger Type 95 Ha-Go
- Char moyen Type 97 Chi-Ha
- Char moyen Type 97 ShinHoTo Chi-Ha
- Char Short Barrel avec canon 120 mm
- Char amphibie Type 2 Ka-Mi
- Char amphibie Type 3 Ka-Chi (en)
- Char amphibie Type 5 To-Ku - exclusivement en prototype

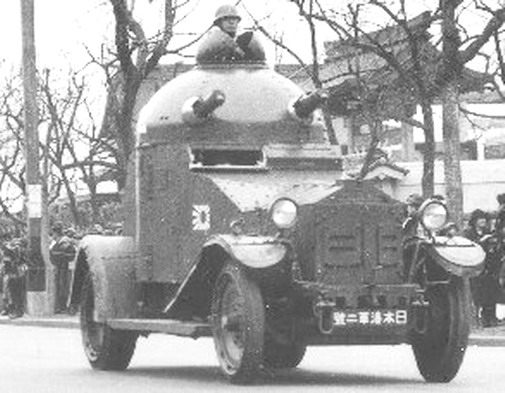
Véhicule blindé Vickers Crossley à Shanghai dans les années 1930.

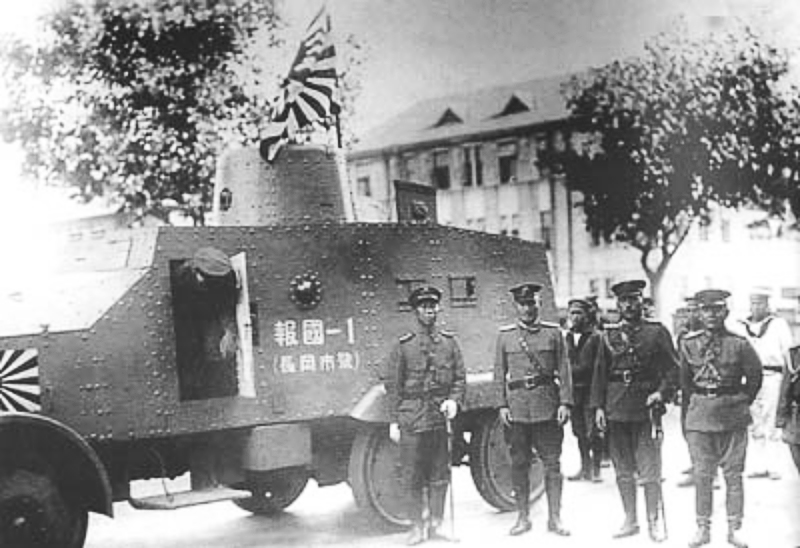
Véhicule blindé en juillet 1932.

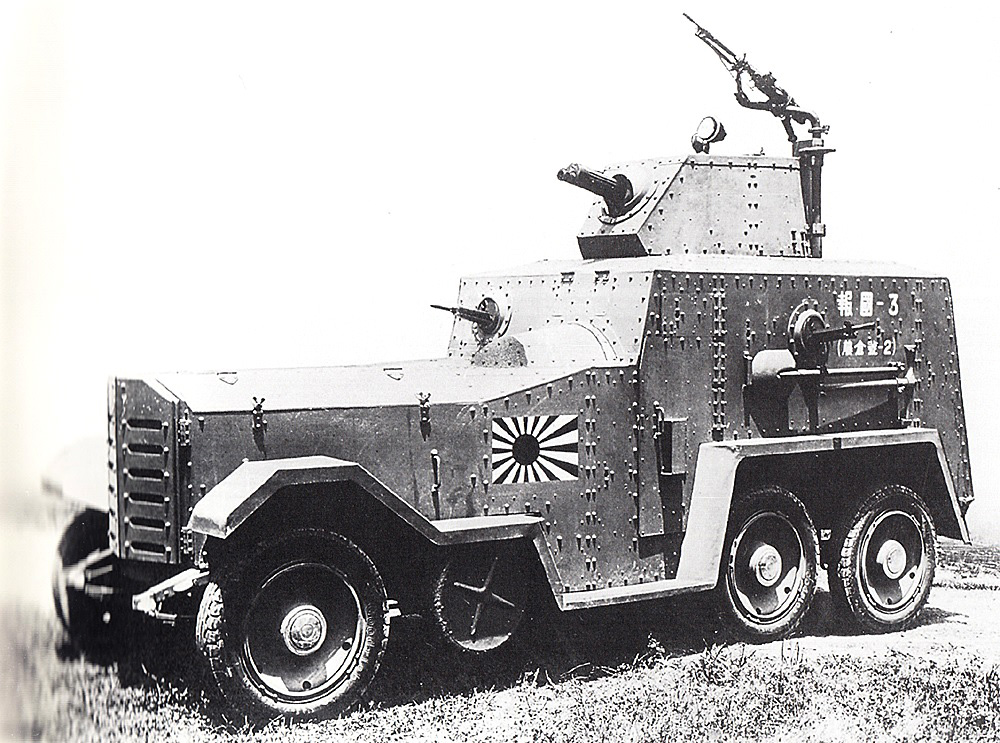
Véhicule blindé Type 93 en 1935.

### Véhicules de transport de troupes et blindés
- Véhicule blindé Vickers Crossley (en)
- Véhicule blindé Chiyoda (en) Type 2592
- Véhicule blindé Sumida M.2593 (en) Type 91
- Véhicule blindé Type 93 a/k/a de Type 2593 Hokoku, Type 93 Kokusanor ou voiture blindée navale de Type 92
- Véhicule de transport de troupes amphibie Type 4 Ka-Tsu

### Camions amphibies et terrestres
- Mini-camion Type 95
- Camion amphibie Toyota "Su-Ki"

### Armes d'infanterie
- Mitrailleuse Type 92 (en)
- Mitrailleuse Hotchkiss de 13,2 mm modèle 1929
- Mitrailleuse Type 3 (en)
- Mitrailleuse Arisaka Type 92
- Fusil Arisaka Type 38
- Fusil Type I
- Pistolet Hamada, Nambu et revolver Type 26
- Pistolet Sugiura (en)
- Pistolets-mitrailleurs MP 18 et MP 28
- Pistolet-mitrailleur Type 100
- Pistolet-mitrailleur Nambu type 2
- Lance-grenades Type 89 50 mm
- Grenades à main
- Lance-grenades
- Lance-grenades à fusil
- Armes légères et de petit calibre
- Lance-flammes
- Guntō
- Baïonnettes